# Eriotheca discolor
Eriotheca discolor là một loài thực vật có hoa trong họ Cẩm quỳ. Loài này được (Kunth) A.Robyns mô tả khoa học đầu tiên năm 1963.